# Атлетика на Летњим олимпијским играма 1900.
 Атлетска такмичења на другим Олимпијским играма 1900 одржана су у Паризу. Такмичење се одвијало у Булоњској шуми у Паризу. Учествовало је 117 такмичара из 15 земаља, од којих је 11 освајало медаље. И на овим играма жене нису учествовале у атлетским такмичењима. Занимљиво је да су учествовале и екипе састављене од такмичара из више земаља, тзв. мешовите екипе. Највише успеха имали су атлетичари САД који су освојили укупно 39 медаља, од тога 16 златних, 13 сребрних и 10 бронзаних.
Такмичења су одржана 14, 15, 16, 19 и 22. јула 1900. Дан почетка такмичења је била субота 14. јули који Французи славе као празник пада Бастиље. Многи амерички спортисти су протестовали, јер су финална такмичења неких дисциплина од суботе одржана у недељу и неки од њих су из верских разлога одбили да се у недељу такмиче у финалу. Организатори су донели одлуку да се у коначни пласман за медаље рачунају и резултати Американаца који су бојкотовали недељу и којима би било дозвољено да се сами такмиче у понедељак, али је та одлука касније укинута. Тим такмичарима су иако нису учествовали у финалу признати резултати из квалификација.
Атлетска такмичења су поред ове 23 дисциплине одржана у више дисциплина које су користиле хендикеп систем такмичења (давање предности приликом трчања, скокова и бацања), као и оних у којима су учествовали професионални такмичари. Ова такмичења Међународни олимпијски комитет (МОК) и олимпијски историчари не признају у олимпијске резултате.
Алвин Крензлајн је на Играма у Паризу постао први атлетичар који је на једним Олимпијским играма освојио четири златне медаље, у тркама на 60 метара, 110 и 200 метара са препонама и скоку удаљ.

## Такмичења по данима

### 14. јули
- У дисциплинама трка на 100 метара и 110 метара препоне одржане су квалификације и финала. Атлетичари Сједињених Америчких Држава освојили су 5 медаља. Недостајала је само бронзана на 100 метара коју је освојио Стенли Роули из Аустралије. Френк Џарвис је победио на 100 метара, са Алвин Крензлајн на 110 метара препоне.
- Одржане су полуфиналне трке на 400 и 800 метара. У првом полуфиналу Сједињене Државе су освојиле 5 места за финале, а шести такмичар је био из Данске. у другој дисциплини на 800 метара пласман је био више уравнотежен, са 3 Американца и по једним такмичаром из Француске, Уједињеног Краљевства и Мађарске.
- У полуфиналу трке 400 метара препоне елиминисан је само један такмичар, а остала четири су се пласирала у финале.
- Бранилац златних медаља освојених на првим Играма 1896. у бацању диска и кугле Роберт Гарет није успео да забележи резултат у бацању диска, али се пласирао у финале бацања кугле. За финале у бацању диска, пласирало се 5 такмичара из 5 различитих нација.
- Мало изненађење приредили су Алвин Крензлајн и Мајер Принстајн који су заузели прва два места у квалификацијама у скоку удаљ. Остала три места заузели су трећи Американац, Француз и представник Уједињеног Краљевства.

### 15. јули
- Одржано је финале у 10 дисциплина. У дисциплини трчања на 60 метара одржано је и полуфинале и финале. Атлетичари Сједињених Америчких Државе су победили у 7 дисциплина, а по једну победу остварили су такмичари Уједињеног Краљевства, Канаде и Мађарске.
- Крензлајн је победио две дисциплине трци на 60 метара и скоку удаљ. Проглашење победника у дисциплини скока удаљ ушло је у историју олимпизма због инцидента другопласираног Мајера Принстајна који је напао свог ривала Крензлајна и ударио га шаком у главу. Наиме после квалификација у скоку удаљ пошто су освојили прва два места њих двојица су се договорили да не наступе у финалу, зато што је било заказано за недељу. Међутим Крензлајн је, прекршио договор, изашао на атлетску стазу и за један центиметар надмашио Принстајнов резултат из квалификација и освојио златну медаљу.
- Данска је освојила своју прву атлетску медаљу, бронзу са 400 метара. Чарлс Бенет победом на на 1500 метара је освојио прву златну медаљу у атлетици за Уједињено Краљевство. Канађанин Џорџ Ортон у дебију своје нације на Летњим олимпијским играма освојио злато и бронзу. Бохемија такође дебитант освојила је сребрну медаљу у бацању диска. Мађарска је такође освојила своју прву златну медаљу у бацању диска, додајући бронзу у скоку увис.
- Трка са препрекама је доживела свој деби на програму игара и једној од њених верзија на 2.500 метара победио је Џорџ Ортон.

### 16. јули
- Одржано је 8 финалних такмичења. Крензлајн је освојио своју четврту златну медаљу на играма што је дуго био рекорд по броју освојених златних медаља у појединачним дисциплинама на олимпијским играма. Реј Јури је је тог дана победио у све три дисциплине скокова без залета. Уједињено Краљевство је узело две златне медаље на 800 метара и 4.000 метара препреке. Мајер Принстајн је најзад остварио победу у троскоку, док је Џон Фланаган у бацању кладива освојио 6-у златну медаљу тог дана за екипу САД.
- Индија је на свом дебију на олимпијским играма освојила прву медаљу. Било је то сребро Нормана Причарда у дисциплини 200 метара препоне..

### 19. јули
- Одржано је само такмичење у маратону. Победио је Луксембуржанин Мишел Теато, али је МОК медаљу приписао Француској. Шведска је освојила своју прву медаљу (бронза у маратону) на олимпијским играма.

### 22. јули
- одржане су преостале две дисциплине: полуфинале и финале трке на 200 метара и финале екипне трке на 5.000 метара[1]
- Причард је освојио другу сребрну медаљу на 200 метара, а Роули бронзу у истој дисциплини. Победио је Џон Туксбури, чиме је укупно освојио 5 медаља, укључујући и 2 златне медаље.
- Екипну трку на 5.000 метара је освојио британски тим, појачан Роулијем из Аустралије. Роули је једини спортиста који је освојио више златних медаља за другу државу на истим играма него за ону коју је представљао. Роули није завршио трку, јер је био спринтер, и признато у је последње место, али је због одличног пласмана осталих из екипе освојили су злато. Медаља је приписана Мешовитом тиму.

## Земље учеснице
| - Аустралија (1) - Аустрија (1) - Бохемија (4) - Канада (2) - Данска (4) - Француска (23) - Немачко царство (6) - Уједињено Краљевство (10) | - Грчка {2} - Мађарска (9) - Индија (1) - Краљевина Италија (2) - Норвешка (2) - Шведска (8) - САД (43) |

## Освајачи медаља
| Дисциплина                  | | Резултат       | | Резултат      |                                       | Резултат |
| 60 м детаљи                 | Алвин Крензлајн САД | 7,0 ОР         | Џон Туксбери САД | 7,1           | Стенли Роули Аустралија               | 7,2      |
| 100 м детаљи                | Френк Џарвис САД | 11,0           | Џон Туксбери САД | 11,1          | Стенли Роули Аустралија               | 11,2     |
| 200 м детаљи                | Џон Туксбери САД | 22,2 ОР        | Норман Причард Индија | 22,8          | Стенли Роули Аустралија               | 22,9     |
| 400 м детаљи                | Макси Лонг САД | 49,4 ОР        | Вилијам Холанд САД | 49,67         | Ернст Шулц · Данска                   | 53,0     |
| 800 м детаљи                | Алфред Тајсо · Уједињено Краљевство | 2:01.2         | Џон Крејган САД | 2:01.8        | Дејвид Хол САД                        | 2:03.0   |
| 1.500 м детаљи              | Чарлс Бенет · Уједињено Краљевство | 4:06.2 СР      | Анри Делож · Француска | 4:07.0        | Џон Бреј САД                          | 4:10.2   |
| Маратон (40,26 км детаљи    | Мишел Теато Луксембург · Француска | 2:59.45        | Емил Шампион · Француска | 3:04.17       | Ернст Фаст Шведска                    | 3:37.14  |
| 110 м препоне детаљи        | Алвин Крензлајн САД | 15,4 СР        | Џон Маклин САД | 15,6          | Фредерик Молони САД                   | 15,6     |
| 200 м препоне детаљи        | Алвин Крензлајн САД | 25,4 ОР        | Норман Причард Индија | 25,9          | Џон Туксбери САД                      | 26,0     |
| 110 м препоне детаљи        | Џон Туксбери САД | 57,6 ОР        | Анри Тозен · Француска | 58,3          | Џорџ Ортон Канада                     | 58,8     |
| 2.500 м препреке детаљи     | Џорџ Ортон Канада | 7:34,4 ОР      | Сидни Робинсон · Уједињено Краљевство                                                                                        | 7:38,0        | Жак Шастаније · Француска             | 7,42,0   |
| 4.000 м препреке детаљи     | Џон Ример · Уједињено Краљевство | 12,58,4 ОР     | Чарлс Бенет · Уједињено Краљевство                                                                                           | 12:58,6       | Сидни Робинсон · Уједињено Краљевство | 12:58,8  |
| 5000 м екипно Детаљи        | Мешовити тимови Уједињено Краљевство и Аустралија 1°Чарлс Бенет 15:20,0 2° Џон Ример Аустралија 15:25,5 6° Сидни Робинсон 7° Алфред Тајсо 10° Стенли Роули | 1+2+6+7+10= 26 | Француска · 3° Анри Делож15:32,0 · 4° Гастон Рагено 15:32,4 · 5° Жак Шастаније 15:32,8 · 8° Андре Кастане · 9°Албер Шампудри | 3+4+5+8+9= 29 | –                                     |          |
| Скок удаљ Детаљи            | Алвин Крензлајн САД | 7,185 ОР       | Мајер Принстајн САД | 7,185         | Патрик Лихи · Уједињено Краљевство    | 6,95     |
| Троскок Детаљи              | Мајер Принстајн САД | 14,47 ОР       | Џејмс Коноли САД | 13,97         | Луис Шелдон САД                       | 13,64    |
| Скок увис Детаљи            | Ирвинг Бакстер САД | 1,90 ОР        | Патрик Лихи · Уједињено Краљевство                                                                                           | 1,78          | Лајош Генци Мађарска                  | 1,75     |
| Скок мотком Детаљи          | Ирвинг Бакстер САД | 3,30 =ОР       | Мередит Колкет САД | 3,25          | Карл Алберт Андерсен · Норвешка       | 3,20     |
| Скок удаљ без залета Детаљи | Реј Јури САД | 3,21 ОР        | Ирвинг Бакстер САД | 3,135         | Емил Торшбеф · Француска              | 3,03     |
| Троскок без залета Детаљи   | Реј Јури САД | 10,58 ОР       | Ирвинг Бакстер САД | 9,95          | Роберт Гарет САД                      | 9,50     |
| Скок увис без залета Детаљи | Реј Јури САД | 1,655 ОР       | Ирвинг Бакстер САД | 1,525         | Луис Шелдон САД                       | 1,500    |
| Бацање кугле Детаљи         | Ричард Шелдон САД | 14,10 ОР       | Џосаја Макракен САД | 12,85         | Роберт Гарет САД                      | 12,35    |
| Бацање диска Детаљи         | Рудолф Бауер Мађарска | 36,04 ОР       | Франтишек Јанда-Сук Бохемија                                                                                                 | 35,04         | Ричард Шелдон САД                     | 34,10    |
| Бацање кладива Детаљи       | Џон Фланаган САД | 51,01 ОР       | Тракстун Хер САД | 46,26         | Џосаја Макракен САД                   | 43,58    |

## Биланс медаља
На играма у Паризу нису биле предвиђене медаље у облику каквом се данас додељују (злато, сребро, бронза). Међународни олимпијски комитет је ретроактивно доделио медаље да би се изједначио стандард медаља који је тек касније усвојен.
|    | Земља                |    |    |    |    |
| -- | -------------------- | -- | -- | -- | -- |
| 1  | САД                  | 16 | 13 | 10 | 39 |
| 2  | Уједињено Краљевство | 3  | 3  | 2  | 8  |
| 3  | Француска            | 1  | 4  | 2  | 7  |
| 4  | Канада               | 1  | 0  | 1  | 2  |
| 4  | Мађарска             | 1  | 0  | 1  | 2  |
| 6  | Мешовити тимови      | 1  | 0  | 0  | 1  |
| 7  | Индија               | 0  | 2  | 0  | 2  |
| 8  | Бохемија             | 0  | 1  | 0  | 1  |
| 9  | Аустралија           | 0  | 0  | 3  | 3  |
| 10 | Данска               | 0  | 0  | 1  | 1  |
| 10 | Норвешка             | 0  | 0  | 1  | 1  |
| 10 | Шведска              | 0  | 0  | 1  | 1  |
|    | Укупно (12)          | 23 | 24 | 22 | 69 |